# الیزابت اسلادن
الیزابت اسلادن (انگلیسی: Elisabeth Sladen؛ ۱ فوریهٔ ۱۹۴۶ – ۱۹ آوریل ۲۰۱۱) یک هنرپیشه اهل بریتانیا بود.
وی بازیگر شخصیتی خیالی سارا جین اسمیت در سریال‌های دکتر هو و ماجراهای سارا جین بوده است.